# Laya Yoga
Laya Yoga (devanagari: लय योग), termine in uso in alcune tradizioni dell'induismo per indicare una pratica yogica che consiste nel riassorbimento degli elementi costitutivi del cosmo in uno stato prespaziale e pretemporale della materia.

## Generalità
Il sostantivo maschile sanscrito laya è qui usato nel suo significato di "dissoluzione" o "riassorbimento", mentre, ricordiamo, yoga vuol dire letteralmente "unione". Il termine yoga ha poi finito per indicare la disciplina, in senso lato, che una specifica tradizione o testo presenta. I testi tantrici sono usualmente suddivisi in quattro sezioni, delle quali l'ultima tratta proprio lo Yoga; le parti sono infatti: la dottrina (jñāna, lett.: "conoscenza"); il rituale (kriyā, lett.: "attività"); il comportamento (caryā); lo yoga.
Il Laya Yoga, come detto, fa riferimento agli elementi costitutivi del cosmo, che secondo la visione del Sāṃkhya, la scuola filosofica su cui si basano molte delle tradizioni religiose dell'induismo, Yoga compreso, sono i cinque elementi grossolani (mahābhūta): etere (ākāśa), aria (vāyu), fuoco (tejas), acqua (ap), terra (pṛthivī). Nell'enumerazione degli elementi costitutivi della materia (prakṛti) gli elementi grossi sono gli ultimi cinque. La prakṛti, che è uno dei due princìpi eterni che il Sāṃkhya postula, dà luogo al cosmo dispiegandosi in una serie di elementi costitutivi, i quali dànno luogo a ogni aspetto del cosmo stesso, materiale e mentale. Nel corpo umano sono pertanto presenti, variamente combinati, gli stessi elementi che si ritrovano in ogni altra manifestazione del cosmo.

Ciò che principia lo svolgersi della prakṛti è il karma, l'effetto cioè degli atti, dei pensieri e delle parole dell'essere senziente che agisce verso un fine altro da quello della conoscenza spirituale (la jñāna). Tale agire, come esplicitato dal filosofo Ādi Śaṅkara (788 – 820), è causato e a sua volta causa le cosiddette vāsanā, le "impressioni", o "tracce inconsce", in un processo a catena che sembra non avere mai termine.

La liberazione da questo continuo ripetersi del dispiegarsi della materia, che si riflette nel ciclo delle reincarnazioni (il saṃsāra), fonte di sofferenze, è possibile soltanto con l'estinzione del karma, con l'annullamento delle vāsanā cioè. Il nesso è ben messo in evidenza da questo passo dello Haṭhayoga Pradīpikā, testo del XV secolo:
(Haṭhayoga Pradīpikā 4.34; citato in Feuerstein 1998, p. 179)
La strada del Laya Yoga mira a questo risultato focalizzando l'attenzione sul processo di dispiegamento della materia nei suoi elementi costitutivi, a partire dagli elementi grossi, che sono, come detto, anche "oggetti dei sensi". Mediante pratiche immaginative è possibile, secondo questo Yoga, "riavvolgere" il dispiegamento della prakṛti, "riassorbire" cioè quegli elementi riportandoli in uno stato precedente, là dove il karma era ancora inattivo.

## La dissoluzione
Lo Haṭhayoga Pradīpikā sopra citato non tratta esplicitamente della disciplina della dissoluzione, il Laya Yoga, argomento invece di molti altri testi di tradizioni tantriche, anche se il termine non è esplicitato. Fra questi abbiamo invece il Bhūtashuddhi Tantra. Secondo questo testo, l'elemento terra governa l'area del corpo umano fra i piedi e le cosce; l'elemento acqua l'area fra le cosce e l'ombelico; l'elemento fuoco l'area fra l'ombelico e il cuore; l'elemento aria l'area fra il cuore e la fronte; l'elemento etere infine l'area fra la fronte e la sommità del capo. Il praticante dovrà visualizzare la dissoluzione della terra nell'acqua; dell'acqua nel fuoco; del fuoco nell'aria; dell'aria nell'etere. Quindi egli procederà dissolvendo l'etere via via negli elementi superiori, fino a raggiungere la Dea suprema.
Bhūta sta per elemento, mentre shuddhi vuol dire "purificazione": il rituale immaginativo del Bhūta-shuddhi purifica gli elementi grossolani nel senso di "purificare" il corpo del praticante in modo da renderlo degno di essere divino, obiettivo questo di ogni tradizione tantrica, dove tale identità è condizione necessaria alla liberazione.
L'indologo Georg Feuerstein fa notare che spesso Bhūta-shuddhi è usato come sinonimo di Kundalini Yoga. Tale termine, Kundalini Yoga, è però di uso recente e quindi l'associazione con il rituale del Bhūta-shuddhi non è pertinente a una visione tradizionale della materia in oggetto.
Il concetto di "risalita" di Kuṇḍalinī, potenza cosmico-divina che in alcune tradizioni tantriche si ritiene essere presente nel corpo umano, è però senz'altro collegato alla purificazione degli elementi grossi, ma nei testi principali che trattano della risalita di Kuṇḍalinī gli elementi grossi sono situati altrove, nei chakra, e di più: in tali testi sono anche e spesso altri i rituali immaginativi e le pratiche descritti.

I testi dello Haṭha Yoga, per esempio, fra cui il sopra citato Haṭhayoga Pradīpikā, contemplano tutta una serie di esercizi e pratiche di natura prettamente fisica che invece sono del tutto assenti nei testi delle tradizioni tantriche dello Shivaismo kashmiro.